# Hrabstwo Benson

Piramida wieku hrabstwa

Hrabstwo Benson (ang. Benson County) to hrabstwo w stanie Dakota Północna w Stanach Zjednoczonych. Hrabstwo zajmuje powierzchnię 3 727,69 km². Według szacunków United States Census Bureau w roku 2006 miało 6 997 mieszkańców. Siedzibą hrabstwa jest Minnewaukan.

## Miejscowości
- Fort Totten (CDP)
- Brinsmade
- Leeds
- Maddock
- Minnewaukan
- Oberon
- Esmond
- Knox
- Warwick
- York